# Miroslav Grégr
Miroslav Grégr, né le 13 décembre 1929 à Prague, est un homme politique tchèque, anciennement membre du Parti social-démocrate tchèque (ČSSD).